# Faride Alidou
Faride Alidou (Hamburg, 18 juli 2001) is een voetballer met zowel de Duitse en Togolese nationaliteit die doorgaans als linksbuiten speelt. In 2022 maakte hij bij Hamburger SV zijn debuut in het betaald voetbal. In januari 2025 maakte hij de overstap van Eintracht Frankfurt naar 1. FC Kaiserslautern.

## Clubloopbaan

### Jeugd
Alidou begon met voetballen bij ESV Einigkeit Wilhelmsburg. In de zomer van 2012 verruilde hij op elfjarige leeftijd deze amateurclub voor de jeugdacademie van Hamburger SV.

#### Hamburger SV
Alidou doorliep alle elftallen in de onderbouw om op 24 februari 2018 zijn eerste minuten te maken in de onder-17 tijdens de stadsderby tegen FC St. Pauli. Hij kwam in de 70e minuut in het veld. Een week later begon hij in de uitwedstrijd tegen RB Leipzig in basis en zette hij in de 55 minuut de 1-2 eindstand op het scorebord. In de daaropvolgende tien wedstrijden maakte hij zes doelpunten. Hierdoor werd hij voor het seizoen 2018/19 doorgeschoven naar de onder-19. Op 11 augustus maakte hij zijn debuut in deze leeftijdscategorie tijdens de uitwedstrijd tegen 1. FC Magdeburg. Hij kwam in de 73e minuut in het veld. Een week later volgde zijn eerste doelpunt in de thuiswedstrijd tegen FC St. Pauli. In 63e minuut maakte hij de 2-0 waarna alsnog met 2-3 werd verloren. Zijn tweede seizoen bleef beperkt tot 14 wedstrijden omdat de competitie werd stilgelegd vanwege de maatregelen tegen COVID-19. Hij maakte daarna de overstap naar de senioren. Alidou speelde in de jeugd onder andere samen met Anssi Suhonen, Ogechika Heil en Valon Zumberi.

### Hamburger SV
In het seizoen 2020/21 werd hij overgeheveld naar het tweede elftal en maakte hij op 6 september 2020 zijn debuut in de Regionalliga Nord tijdens de thuiswedstrijd tegen LSK Hansa. In de met 1-1 gelijkgespeelde wedstrijd maakte hij in de 61e minuut de openingstreffer. Begin november werd de competitie wederom vanwege de maatregelen tegen COVID-19 stilgelegd en kwam hij de rest van het seizoen niet meer in competitieverband in actie. In het begin van het seizoen 2021/22 kwam Alidou niet voor in de plannen bij het eerste elftal van hoofdcoach Tim Walter. In de vijfde competitieronde werd hij voor de uitwedstrijd tegen 1. FC Heidenheim voor de eerste keer bij de wedstrijdselectie gehaald. In de Voith-Arena kwam hij niet in actie en zag hij zijn ploeggenoten met 0-0 gelijkspelen. Een paar weken later maakte hij zijn debuut in de 2. Bundesliga tijdens de thuiswedstrijd tegen Fortuna Düsseldorf. In het Volksparkstadion kwam hij in de 63e minuut in het veld voor Robin Meißner. Weer een week later maakte hij zijn basisdebuut tijdens de uitwedstrijd tegen SC Paderborn. In het met 1-2 gewonnen duel gaf hij in de vijfde minuut de assist waaruit Moritz Heyer de 0-1 maakte. Op 20 november maakte hij in de met 4-1 gewonnen thuiswedstrijd tegen Jahn Regensburg zijn eerste doelpunt voor de Noord-Duits club toen hij in de 45e minuut na een voorzet van Sonny Kittel de 2-1 op het scorebord bracht. Kort daarvoor had hij een assist gegeven voor het doelpunt van Ludovit Reis. Op 15 mei speelde hij tegen Hansa Rostock zijn laatste wedstrijd voor de Hamburger club omdat hij in de winterstop besloten had niet op het aanbod van de Hamburger club in te gaan om vervolgens transfervrij de overstap naar Eintracht Frankfurt te maken.

### Eintracht Frankfurt
Alidou tekende in maart 2022 een contract tot 2026 bij Eintracht Frankfurt. Op 5 augustus 2022 maakte hij zijn eerste speelminuten tijdens openingswedstrijd van de competitie tegen Bayern München. In de met 1-6 verloren thuiswedstrijd kwam hij in de Deutsche Bank Park tijdens de 74e minuut op het veld voor Filip Kostić. Een paar weken later maakte hij op 12 oktober zijn Europese debuut tijdens de wedstrijd voor de groepsfase van de Champions League tegen Tottenham Hotspur. In de met 3-2 verloren uitwedstrijd kwam hij in de 70e minuut in het veld voor Christopher Lenz. Bijna een kwartier later maakte hij zijn eerste doelpunt in dienst van Eintracht Frankfurt door in de 87e minuut uit een corner van Mario Götze de 3-2 binnen te koppen. Het lukte Alidou niet om een basisplaats te veroveren in het team van Oliver Glasner. Hij kwam in het seizoen 2022/23 alleen als invaller in actie in de ploeg van de Oostenrijke trainer. 
In de hoop op meer speelminuten liet Alidou zich voor het begin aan het nieuwe seizoen (2023/24) verhuren aan 1. FC Köln. Doordat er geen gebruik werd gemaakt van de optie tot koop keerde hij terug bij Frankfurt. Ondanks de komst van Dino Toppmöller als nieuwe trainer lukte het hem niet om een plaats te veroveren in de eerste selectie. Hij besloot om zich te laten verhuren aan het in de Serie A spelende Hellas Verona. Vanwege weinig speeltijd bij de Italianen keerde hij in de winterstop terug. In januari 2025 werd hij verkocht aan het in de 2. Bundesliga spelende 1. FC Kaiserslautern.

#### Verhuur aan 1. FC Köln
Voor het seizoen 2023/24 liet Alidou zich verhuren aan 1 FC Köln waarbij zijn nieuwe ploeg een optie tot koop afsprak en Frankfurt een mogelijkheid liet opnemen om hem daarna weer terug te kopen. In de derde competitieronde op 3 september 2023 maakte hij zijn eerste speelminuten tegen uitgerekend Eintracht Frankfurt. In de met 1-1 gelijkgespeelde wedstrijd bracht trainer Steffen Baumgart hem in de 58e minuut in de ploeg voor Linton Maina. Na het ontslag van Baumgart en de komst van de nieuwe trainer Timo Schultz bloeide Alidou op en stond hij op 27 januari 2024 voor de eerste keer in de basis tijdens de met 1-1 gelijkgespeelde uitwedstrijd tegen VfL Wolfsburg. In de 37e minuut maakte hij met de 0-1 zijn eerste doelpunt voor Die Geißböcke. Een week later was hij op nieuw trefzeker tijdens de 2-0 overwinning op Eintracht Frankfurt. In de thuiswedstrijd in het RheinEnergieStadion maakte hij in de 67e minuut na een voorzet van Dejan Ljubičić de 1-0. Hij kwam uiteindelijk op 14 basisplaatsen en omdat Köln geen gebruik maakte van de optie tot koop keerde hij aan het eind van het seizoen terug naar Eintracht Frankfurt.

#### Verhuur aan Hellas Verona
Alidou werd kort voor het sluiten van de zomerse transferwindow voor het seizoen 2024/25 verhuurd aan Hellas Verona waarbij een optie tot koop was afgesproken. Op 26 augustus maakte hij zijn eerste speelminuten in de Serie A tijdens de met 0-3 verloren thuiswedstrijd tegen Juventus. In het Stadio Marcantonio Bentegodi bracht trainer Paolo Zanetti hem in de 56e minuut in de ploeg voor Dailon Livramento. Kort daarop volgden nog twee invalbeurten waarna hij op een zijspoor belandde en niet meer in actie kwam. Hierop besloten de Italianen hem reeds in de winterstop terug naar Duitsland te sturen.

#### 1. FC Kaiserslautern
In januari tekende Alidou een contract met onbekende looptijd bij de club uit de stad Kaiserslautern.

## Clubstatistieken
| Seizoen                        | Club                 | Competitie        | Competitie | Competitie | Beker | Beker | Internationaal | Internationaal | Overig | Overig | Totaal | Totaal |
| Seizoen                        | Club                 | Competitie        | Wed.       | Dlp.       | Wed.  | Dlp.  | Wed.           | Dlp.           | Wed.   | Dlp.   | Wed.   | Dlp.   |
| ------------------------------ | -------------------- | ----------------- | ---------- | ---------- | ----- | ----- | -------------- | -------------- | ------ | ------ | ------ | ------ |
| 2019/20                        | Hamburger SV II      | Regionalliga Nord | 7          | 1          | 0     | 0     | 0              | 0              | 0      | 0      | 7      | 1      |
| 2020/21                        | Hamburger SV II      | Regionalliga Nord | 10         | 1          | 0     | 0     | 0              | 0              | 0      | 0      | 10     | 1      |
| 2021/22                        | Hamburger SV         | 2. Bundesliga     | 23         | 2          | 4     | 0     | 0              | 0              | 7      | 1      | 34     | 3      |
| 2022/23                        | Eintracht Frankfurt  | Bundesliga        | 15         | 0          | 1     | 0     | 5              | 1              | 0      | 0      | 21     | 1      |
| 2023/24                        | → 1. FC Köln         | Bundesliga        | 26         | 4          | 0     | 0     | 0              | 0              | 0      | 0      | 26     | 4      |
| 2024/25                        | → Hellas Verona      | Serie A           | 3          | 0          | 0     | 0     | 0              | 0              | 0      | 0      | 3      | 0      |
| 2024/25                        | 1. FC Kaiserslautern | 2. Bundesliga     | 0          | 0          | 0     | 0     | 0              | 0              | 0      | 0      | 0      | 0      |
| Carrière totaal                | Carrière totaal      | Carrière totaal   | 84         | 8          | 5     | 0     | 5              | 1              | 7      | 1      | 101    | 10     |
| Bijgewerkt tot 24 januari 2025 |                      |                   |            |            |       |       |                |                |        |        |        |        |

- In het seizoen 2019/20 speelde Alidou zeven wedstrijden mee in het tweede;
- Het seizoen 2020/21 werd afgebroken als gevolg van de maatregelen tegen COVID-19;
- Aan het begin van seizoen 2021/22 speelde hij een zevental wedstrijd in het tweede waarin hij één keer in de wedstrijd tegen VfB Lübeck het net wist te vinden.

## Interlandloopbaan
Alidou kwam uit voor diverse Duitse nationale jeugdelftallen waarbij hij met Duitsland –21 deelnam aan een eindronde. Hij kwam in totaal tot 12 jeugdinterlands in de verschillende nationale jeugdelftallen. Hij speelde hierbij samen met onder andere Josha Vagnoman, Finn Porath, Eric Martel en Ransford Königsdörffer

### Duitse jeugdelftallen
Alidou maakte op 11 november 2021 in Duitsland –20 zijn debuut in de oefeninterland tegen Frankrijk. In de met 2-3 gewonnen uitwedstrijd liet bondscoach Christian Wörns hem in de basis starten waarna hij de 20e minuut de assist gaf waaruit Paul Nebel de 1-1 gelijkmaker kon scoren. In de 53e minuut bracht hij de Duitse ploeg zelf op een 2-1 voorsprong. Met Duitsland –21 nam hij in 2023 deel aan de Europese kampioenschap in Roemenië en Georgië. Duitsland werd reeds in de poulefase uitgeschakeld. Alidou kwam twee van de drie duels in actie waarbij de laatste wedstrijd tegen Engeland voorlopig zijn laatste interland was. 
| Jeugdinterlands van Faride Alidou voor Duitsland () | Jeugdinterlands van Faride Alidou voor Duitsland () | Jeugdinterlands van Faride Alidou voor Duitsland () | Jeugdinterlands van Faride Alidou voor Duitsland () | Jeugdinterlands van Faride Alidou voor Duitsland () | Jeugdinterlands van Faride Alidou voor Duitsland () |
| №                                                   | Datum                                               | Wedstrijd                                           | Uitslag                                             | Soort Wedstrijd                                     | Doelpunten                                          |
| Als speler bij Duitsland –20                        | Als speler bij Duitsland –20                        | Als speler bij Duitsland –20                        | Als speler bij Duitsland –20                        | Als speler bij Duitsland –20                        | Als speler bij Duitsland –20                        |
| --------------------------------------------------- | --------------------------------------------------- | --------------------------------------------------- | --------------------------------------------------- | --------------------------------------------------- | --------------------------------------------------- |
| 1.                                                  | 11 november 2021                                    | Frankrijk – Duitsland                               | 2 – 3                                               | Vriendschappelijk                                   | Goal                                                |
| 2.                                                  | 15 november 2021                                    | Portugal – Duitsland                                | 1 – 1                                               | Vriendschappelijk                                   |                                                     |
| Als speler bij Duitsland –21                        |                                                     |                                                     |                                                     |                                                     |                                                     |
| 1.                                                  | 25 maart 2022                                       | Duitsland – Letland                                 | 4 – 0                                               | EK-kwalificatie                                     |                                                     |
| 2.                                                  | 29 maart 2022                                       | Israël – Duitsland                                  | 0 – 1                                               | EK-kwalificatie                                     |                                                     |
| 3.                                                  | 3 juni 2022                                         | Duitsland – Hongarije                               | 4 – 0                                               | EK-kwalificatie                                     |                                                     |
| 4.                                                  | 7 juni 2022                                         | Polen – Duitsland                                   | 1 – 2                                               | EK-kwalificatie                                     |                                                     |
| 5.                                                  | 23 september 2022                                   | Duitsland – Frankrijk                               | 0 – 1                                               | Vriendschappelijk                                   |                                                     |
| 6.                                                  | 27 september 2022                                   | Engeland – Duitsland                                | 0 – 1                                               | Vriendschappelijk                                   |                                                     |
| 7.                                                  | 24 maart 2023                                       | Duitsland – Japan                                   | 2 – 2                                               | Vriendschappelijk                                   |                                                     |
| 8.                                                  | 28 maart 2023                                       | Roemenië – Duitsland                                | 0 – 0                                               | Vriendschappelijk                                   |                                                     |
| 9.                                                  | 25 juni 2023                                        | Tsjechië – Duitsland                                | 2 – 1                                               | Europees kampioenschap                              |                                                     |
| 10.                                                 | 28 juni 2023                                        | Engeland – Duitsland                                | 2 – 1                                               | Europees kampioenschap                              |                                                     |
| Bijgewerkt tot 9 februari 2024                      |                                                     |                                                     |                                                     |                                                     |                                                     |

## Persoonlijk
Alidou zijn ouders komen beide uit Togo. Hij groeide op in Hamburg met drie oudere zussen en een broer.